# Nuoto ai XVIII Giochi del Mediterraneo - 200 metri dorso maschili
La gara dei 200 metri dorso maschili dei XVIII Giochi del Mediterraneo si è svolta il 25 giugno 2018. Al mattino si sono svolte le batterie, mentre la finale si è disputata nel pomeriggio.

## Podio
| Pos. | Atleta                    | Nazione |
| ---- | ------------------------- | ------- |
|      | Christopher Ciccarese     | Italia  |
|      | Hugo González de Oliveira | Spagna  |
|      | Apostolos Christou        | Grecia  |

## Record
Prima della manifestazione il record del mondo (RM) e il record dei Giochi del Mediterraneo (RG) erano i seguenti.
|  | 1'51"92 | Aaron Peirsol     | 31 luglio 2009 Roma    |
|  | 1'54"96 | Aschwin Wildeboer | 27 giugno 2009 Pescara |

Durante la competizione non sono stati migliorati record.

## Risultati

### Batterie
| Pos. | Batteria | Corsia | Atleta                    | Nazionalità | Tempo   | Note |
| ---- | -------- | ------ | ------------------------- | ----------- | ------- | ---- |
| 1    | 2        | 5      | Hugo González de Oliveira | Spagna      | 2'00"41 | Q    |
| 2    | 1        | 5      | Anton Lončar              | Croazia     | 2'00"98 | Q    |
| 3    | 3        | 5      | Christopher Ciccarese     | Italia      | 2'01"28 | Q    |
| 4    | 2        | 4      | Geoffroy Mathieu          | Francia     | 2'01"52 | Q    |
| 5    | 2        | 3      | Nikolaos Sofianidis       | Grecia      | 2'02"15 | Q    |
| 6    | 3        | 6      | Jan Giralt                | Spagna      | 2'02"80 | Q    |
| 7    | 3        | 4      | Matteo Restivo            | Italia      | 2'03"13 | Q    |
| 8    | 1        | 4      | Apostolos Christou        | Grecia      | 2'03"74 | Q    |
| 9    | 2        | 6      | Anže Ferš Eržen           | Slovenia    | 2'04"60 |      |
| 10   | 2        | 2      | Berk Özkul                | Turchia     | 2'05"09 |      |
| 11   | 2        | 7      | Youssef Said              | Egitto      | 2'05"61 |      |
| 12   | 1        | 7      | Driss Lahrichi            | Marocco     | 2'05"96 |      |
| 13   | 3        | 3      | Francisco Santos          | Portogallo  | 2'05"97 |      |
| 14   | 1        | 6      | Ege Başer                 | Turchia     | 2'06"12 |      |
| 15   | 1        | 3      | João Vital                | Portogallo  | 2'06"25 |      |
| 16   | 3        | 2      | Ryad Bouhamidi            | Algeria     | 2'07"98 |      |
| 17   | 1        | 2      | Sebastian Konnaris        | Cipro       | 2'10"60 |      |
| 18   | 3        | 7      | Omar Eltonbary            | Egitto      | 2'11"17 |      |

### Finale
| Pos. | Corsia | Atleta                    | Nazionalità | Tempo   | Note |
| ---- | ------ | ------------------------- | ----------- | ------- | ---- |
|      | 3      | Christopher Ciccarese     | Italia      | 1'58"79 |      |
|      | 4      | Hugo González de Oliveira | Spagna      | 1'58"94 |      |
|      | 8      | Apostolos Christou        | Grecia      | 2'00"37 |      |
| 4    | 5      | Anton Lončar              | Croazia     | 2'01"39 |      |
| 5    | 2      | Nikolaos Sofianidis       | Grecia      | 2'01"66 |      |
| 6    | 6      | Geoffroy Mathieu          | Francia     | 2'01"93 |      |
| 7    | 1      | Matteo Restivo            | Italia      | 2'02"86 |      |
| 8    | 7      | Jan Giralt                | Spagna      | 2'03"03 |      |